# Anaho Island
Anaho Island ist eine unbewohnte Insel im Südosten des Pyramid Lake im US-Bundesstaat Nevada.
Die felsige Insel aus Tuffgestein liegt etwa 1,9 Kilometer südwestlich von Pyramid Island, dem der See seinen Namen verdankt.